# Max Fremerey
Max Fremerey (* 5. Mai 1889 in Köln; † 20. September 1968 in Krün) war ein deutscher Generalleutnant im Zweiten Weltkrieg.

## Leben
Fremerey trat als Fahnenjunker am 21. März 1910 in das Westfälische Dragoner-Regiment Nr. 7 der Preußischen Armee ein. Er absolvierte die Kriegsschule Neiße und avancierte bis zum 18. August 1911 mit Patent vom 20. August 1908 zum Leutnant. Nach dem Beginn des Ersten Weltkriegs wurde er am 1. Oktober 1914 schwer verwundet und kam Ende April 1915 zur Ersatz-Eskadron seines Regiments. Daran schlossen sich Verwendungen beim Landsturm, der 402. Infanterie-Brigade sowie der 201. Infanterie-Division an, bis Fremerey Mitte Oktober 1918 als Eskardonführer zu seinem Stammregiment zurückkehrte. Zwischenzeitlich war er zum Rittmeister aufgestiegen und hatte beide Klassen des Eisernen Kreuzes sowie das Verwundetenabzeichen in Schwarz erhalten.
Nach Kriegsende wurde er in die Reichswehr übernommen und war ab März 1919 zunächst zum Stab des Reichswehrministers Gustav Noske kommandiert, dem er ab 1. Oktober 1919 als Adjutant diente. Unter Belassung in dieser Stellung erfolgte Mitte April 1920 seine Versetzung in das Ministerium. Unter weiterer Belassung in seiner Stellung erfolgte zum 1. Oktober 1920 seine Versetzung in das Reiter-Regiment 8 sowie ein Jahr später seine Kommandierung zur Heeresfriedenskommission. Mit der Ernennung zum Eskadronchef im 13. (Preußisches) Reiter-Regiment kehrte Fremerey am 1. April 1924 in den Truppendienst zurück. Vom 1. April 1929 bis zum 31. März 1929 war er beim Stab der 3. Kavallerie-Division, stieg zwischenzeitlich zum Major auf und wurde anschließend zum Stab des 15. (Preußisches) Reiter-Regiments versetzt. Kurz nach seiner Beförderung zum Oberstleutnant Anfang November 1934 wurde er letzter Kommandeur des Reiter-Regiments 17 in Bamberg, und damit kurzzeitig Kommandeur von Claus Schenk Graf von Stauffenberg.
Im April 1937 wurde er Oberst. Von April 1939, nach der Auflösung des Reiter-Regiments 17, an war er als Nachfolger von Generalleutnant Gustav von Perfall, welcher ebenfalls sein Vorgänger als Kommandeur des Reiter-Regiments 17 war, Höherer Kavallerie-Offizier 3. Aufgrund seiner ehemaligen Zugehörigkeit zu den Bamberger Reitern gründete er den bis 1945 bestehende Militärsportverein Bamberger Reiter.
Zu Beginn des Zweiten Weltkriegs war er ab 1. September 1939 Kommandeur des Infanterie-Regiments 480 bei der 260. Infanterie-Division und ab 26. Oktober 1940 erster Kommandeur der 18. Schützen-Brigade der 18. Panzer-Division. In dieser Stellung wurde er Anfang Juni 1941 zum Generalmajor befördert sowie am 19. Dezember 1941 mit dem Deutschen Kreuz in Gold und am 28. Juli 1942 mit dem Ritterkreuz des Eisernen Kreuzes ausgezeichnet.  Vom 20. September 1941 bis Ende September 1942 war er Kommandeur der 29. Infanterie-Division. Mitte 1941/Anfang 1942 kämpfte die Division noch bei der Schlacht um Moskau und kurz vor Ende seines Kommandos führte Fremerey die Division beim Angriff auf Stalingrad. Während seiner Versetzung in die Führerreserve war er zugleich ab dem 15. Januar 1943 Wehrmachtskommandant von Hannover und wurde im Juni 1943 Generalleutnant. Von Oktober 1943 bis zur Auflösung im April 1944 war er Kommandeur der 155. Panzer-Division, welche in Frankreich als Besatzungstruppenteil eingesetzt war. Unterbrochen wurde sein Kommando von Ende August 1943 bis Anfang September 1943 und in dieser Zeit wurde die Division durch Generalmajor Kurt von Jesser geführt. Ab Juni 1944 führte er bis Kriegsende die 233. Reserve-Panzer-Division, später ab Ende Februar 1945 233. Panzer-Division. Diese war in Deutschland, im Februar/März als Teil der ebenfalls, zeitgleich von Fremerey kommandierten und später zerstörten Panzer-Division Holstein und ab April 1945 in Dänemark eingesetzt.
Zu Kriegsende ging er in alliierte Kriegsgefangenschaft und wurde daraus im Juli 1947 entlassen.
Fremerey war bis zu seinem Tod in Veteranenvereinigungen aktiv und war auch Offiziersvertreter der Kameradschaft des 17. Reiter-Regiments. So war er 1951 an einem Veteranenzug u. a. gemeinsam mit General a. D. Gustav von Perfall und General a. D. Rudolf von Waldenfels. Ebenso war er bei Bundeswehrveranstaltungen als letzter Friedenskommandeur des Reiter-Regiments 17 eingeladen. Er übergab dabei sogar Ehrenzeichen und Standarten.
Er war mit Klara Grundtmann-Lycklama à Nijeholt (1897–1982) verheiratet. Das Paar hatte zwei Söhne und eine Tochter.
Karl Höffkes hat den kompletten Filmnachlass von Max Fremerey aufgekauft. Dieser hatte sowohl an der Ostfront als auch bei Westfeldzug militärische Operationen und den Alltag auf Film festgehalten.